# فتى القاعة
كان فتى القاعة منصبًا يشغله فتى شاب يعمل خدمًا منزليًا في البيوت العظيمة والكبيرة، عادةً ما يكون مراهقاً صغيراً. وهذا الاسم مشتق من حقيقة أن الصبي كان ينام عادة في قاعة الخدم. ومثل ذلك يوجد اناث، وتسمى خادمة تساعد في الطبخ أو الأعمال المنزلية، وكان فتى القاعة يعمل لمدة تصل إلى 16 ساعة في اليوم الواحد، لمدة سبعة أيام في الاسبوع. كانت واجباته في كثير من الاحيان من بين الأكثر اختلاف في المنزل، مثل افراغ اواني الحجرة للخدم الاعلى منه رتبة، في غياب صبي تنظيف الاحذية، وايضا كان ينظف الاحذية ليس فقط لافراد الاسرة بل أيضا لكبار الخدم والزوار. أيضا كان ينتظر فتى القاعة كبار الخدم عندما يتناولون وجباتهم في قاعة الخدم.
كان فتى القاعة الاقل مرتبة، ولكن يمكن ان يرتفع إلى منصب اعلى في الاسرة، في نهاية المطاف قد يصبح خادم خاص أو كبير خدم. ارثر انش، كبير خدم سابق عمل كمستشار فني لفيلم جوسفورد بارك والمسلسل التلفزيوني داونتون ابي، وذكر في مقابلة انه بدأ حياته في الخدمة كصبي قاعة في سن 15.